# Parafia św. Stanisława Biskupa w Trześniowie
Parafia św. Stanisława Biskupa w Trześniowie – parafia rzymskokatolicka znajdująca się w archidiecezji przemyskiej, w dekanacie Jaćmierz. 